# Flemming Jørgensen
Flemming "Bamse" Duun Jørgensen (Randers, 7 februari 1947 – Aarhus, 1 januari 2011) was een Deense popzanger en acteur. Hij was de leadzanger van de band Bamses Venner (in het Nederlands: Vrienden van Teddy(beer)), maar trad ook solo op. In zijn meer dan 35-jarige artiestenloopbaan verkocht hij meer dan 3,5 miljoen platen.
Ook heeft Bamse in enkele films opgetreden. Voor zijn rol in Ofelia kommer til byen kreeg hij in 1986 de Robert voor de beste mannelijke bijrol. Bamse overleed op 63-jarige leeftijd aan een hartaanval in zijn huis in Egå, een buitenwijk van Aarhus.

## Discografie

### Bamses Venner
- Zie hiervoor de lijst bij Bamses Venner

### Solo
- Din sang (1977)
- Solen skinner (1979)
- Bamse Live I (1980)
- Bamse Live II (1980)
- Lige nu (1987)
- 1988 (1988)
- Lidt for mig selv (1994)
- Jul på Vimmersvej (1995)
- Stand By Me (1999)
- Always on My Mind (2001)
- Be My Guest (2005)
- Love Me Tender (2007)
- Tæt på (2010)
- De store og de gemte (2011)

## Filmografie
- Evening Land (1977)
- Ofelia kommer til byen (1985)
- Walter og Carlo - yes, det er far (1986)
- 17 op (1989)
- Flyvende farmor (2001)
- Pindsvin og tigerbalsam (2002)

## Tv-serie
- Brødrene Mortensens jul (1998)